# Остров Спафарьева
Остров Спафарьева — остров в северо-западной части Охотского моря, располагающийся при входе в Тауйскую губу. Открыт в 1740 году экспедицией Витуса Беринга. Представляет собой два горных массива, соединённых низким галечным перешейком длиной более 1 км. Возвышается на 571 м (гора Командора Беринга). Площадь 32 км², из них северный массив 22 км², южный — 10 км². Отделён проливом Лихачёва от побережья материка (полуостров Хмитевского). На северной оконечности острова — мыс Рябоконь, на южной — мыс Кактина.
На берегу бухты Беринга находился населённый пункт посёлок остров Спафарьева, упразднённый в 2004 году.
Назван в честь Леонтия Спафарьева (1765—1845), русского морского офицера, гидрографа.
В настоящее время население данного острова составляет 6 человек (2012). В основном это гидрологи и метеорологи, которые составляют климатическую карту острова.
Растительность острова характеризуется преобладанием низкорослых кустарников (особенно стелющегося ольховника, стланика), кустарничков, сообществ горных тундр и лугов. В северной части встречаются заросли крупных кустарников — кедрового стланика, ольховника. Деревьев нет.
На галечном перешейке, соединяющем две части острова Спафарьева, расположены два рыбоперерабатывающих завода, действовавших до 1993 года, а также метеостанция и маяк Военно-морского флота России.
Административно относится к Ольскому району Магаданской области.